# Karl-Heinz Schirmeier

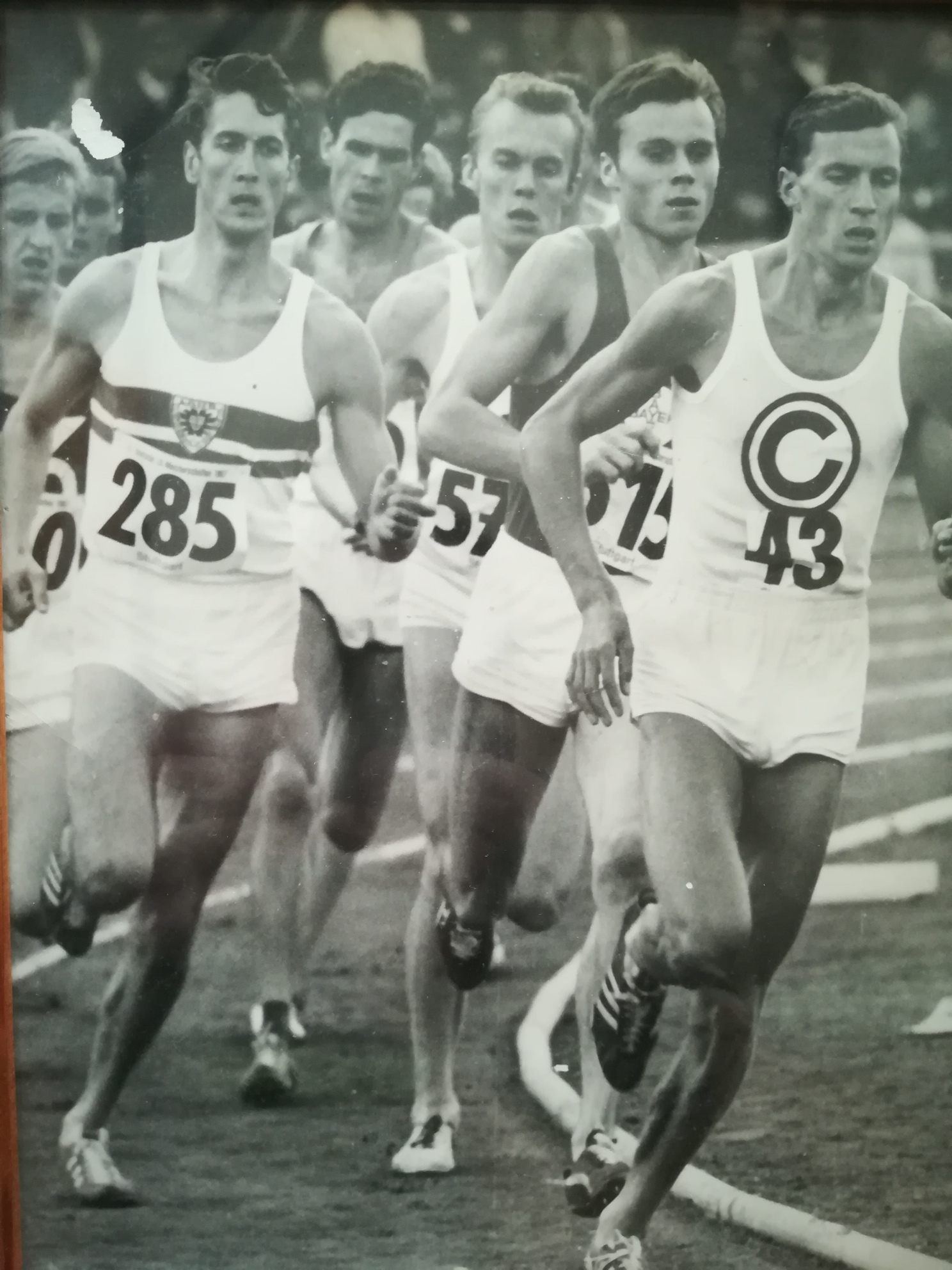
Karl-Heinz Schirmeier (Nr. 285) während eines Wettkampfes 1970

Karl-Heinz Schirmeier (* 26. April 1944 in Tschenstochau) ist ein ehemaliger deutscher Mittelstreckenläufer, dessen größter Erfolg der Deutsche Meistertitel 1971 mit der 4 × 1500-m-Staffel war. Er trat auf Vereinsebene für den TV Lahr und den LAC Quelle Fürth und auf internationaler Ebene für die Bundesrepublik Deutschland an, wo er insgesamt zwischen 1967 und 1971 bei sieben Wettkämpfen im Nationaltrikot antrat und u. a. bei den Europäischen Hallenspielen 1969 über 1500 Meter im Vorlauf ausschied.
Heute lebt Karl-Heinz Schirmeier in Schopfheim (Landkreis Lörrach, Baden-Württemberg) und engagiert sich unter anderem im Nachbarort bei der Turnerschaft Langenau 1964 e. V. als Trainer im Allgemeinsport.

## Persönliche Bestzeiten
- 1500 Meter: 3:40,7 min, 29. August 1968, Zürich
- 4-mal-1500-Meter-Staffel: 15:33,4 min, 26. September 1971, Hannover (Heinz Mörtl, Anton Adam, Ludwig-Mario Niedermeier, Karl-Heinz Schirmeier) -> Deutscher Meistertitel
- 4400 Meter mit der Mannschaft bei den deutschen Waldlaufmeisterschaften: 25. April 1971, Pfungstadt (Karl-Heinz Betz, Heinz Mörtl, Karl-Heinz Schirmeier) -> Deutscher Meistertitel[2]